# Kiss József (teológus)
Kiss József (Szeged, 1840. március 3. – Vác, 1898. május 14.) teológiai doktor, újságíró, lapszerkesztő, kórházigazgató és közgyám.

## Élete
Szegeden született, ahol apja, Kiss József szappangyáros és sertéskereskedő volt. A pesti kegyesrendieknél végezte a gimnáziumot, majd 1855-ben a váci egyházmegye papnövendékei közé lépett és a pesti központi papnevelőintézetbe küldték egyetemi tanulmányainak folytatására. Ennek végeztével a váci püspöki líceumban nevezték ki az egyházjogi és történelmi tanulmányok rendes tanárává és teológiai doktorrá avatták. Hét év múlva betegeskedése miatt megvált az egyházi és tanári pályától, gazdálkodásba kezdett és tevékenyen részt vett Vác politikai és közgazdasági életében. A Vác polgárai által fölajánlott kórházigazgatói és közgyámi állást elfogadta. Neje Kammerer Anna volt.
Cikkeket írt a Váczvidéki Lapba (1873–75. ezen lapban kifejtett irodalmi munkásságáért arany tollal tisztelték meg), a Kőrösi László által szerkesztett Esztergom és Vidékébe (1879-től, melyben a Propyleumok című cikksorozata keltett figyelmet) és a Váczi Közlönybe (1879).
1893-tól szerkesztette a Váczi Hirlapot és a lapnak nagyobb részét maga írta, a Nemzetgazdasági Szemle és a Magyar Borász melléklapjaival együtt.